# Hydnocarpus annamensis
Hydnocarpus annamensis är en tvåhjärtbladig växtart som först beskrevs av François Gagnepain, och fick sitt nu gällande namn av Lescot och Herman Otto Sleumer. Hydnocarpus annamensis ingår i släktet Hydnocarpus och familjen Achariaceae. Inga underarter finns listade i Catalogue of Life.